# انسان و امیال
انسان و امیال (روسی: Люди и страсти، انگلیسی: Men and Passions) نمایشنامه‌ای از میخائیل لرمانتوف است که در سال ۱۸۳۰ نوشته شد و اولین بار در سن پترزبورگ در سال ۱۸۸۰ توسط پیوتر یفرموف به عنوان بخشی از مجموعه درامهای اولیه توسط لرمانتوف منتشر شد.